# السير جاكوب أستلي، البارونيت الخامس

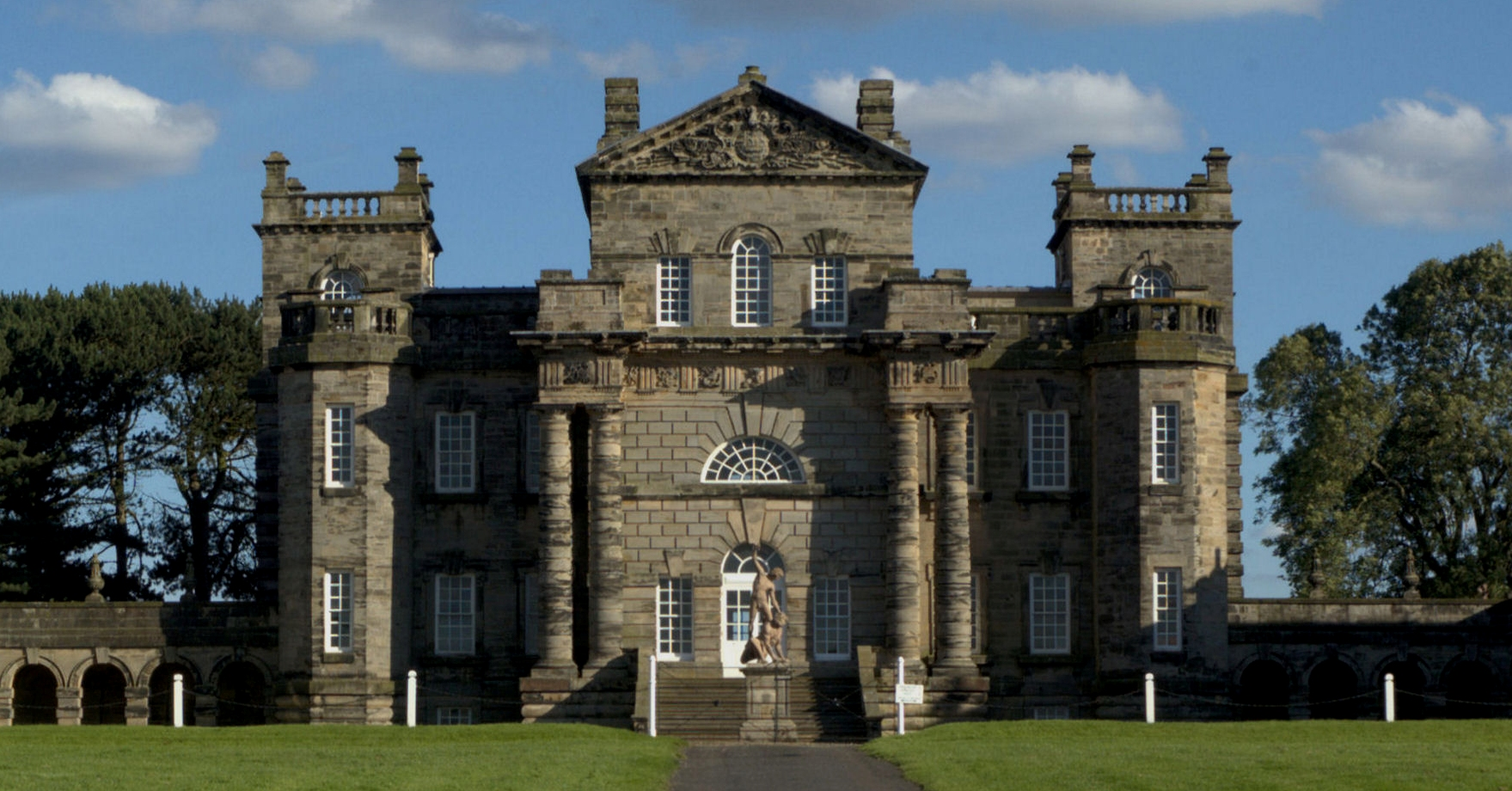
قاعة سيتون ديلافال، نورثمبرلاند

المقدم السير جاكوب هنري أستلي، البارون الخامس ولد يوم 12 سبتمبر 1756 وتوفي في 28 أبريل 1817 وهو مالكًا إنجليزيًا للأراضي وعضوًا في البرلمان.

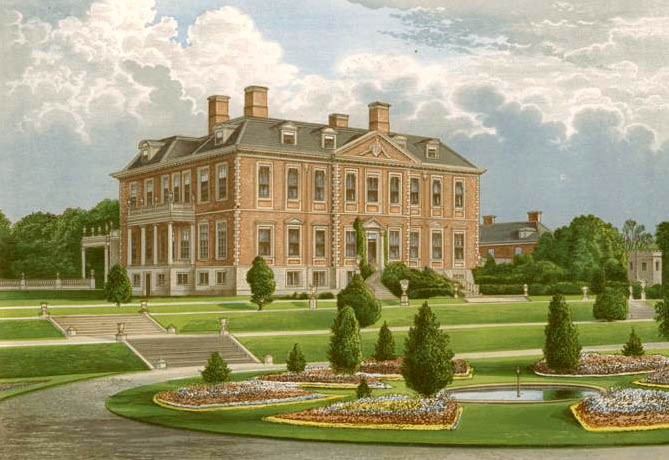
قاعة ميلتون كونستابل، نورفولك